# آکیرکبی
آکیرکبی (به لاتین: Aakirkeby) یک شهرک در دانمارک با جمعیت ۲٬۰۶۰ نفر است که در برنهلم واقع شده‌است.